# Deutsches Institut Taipei

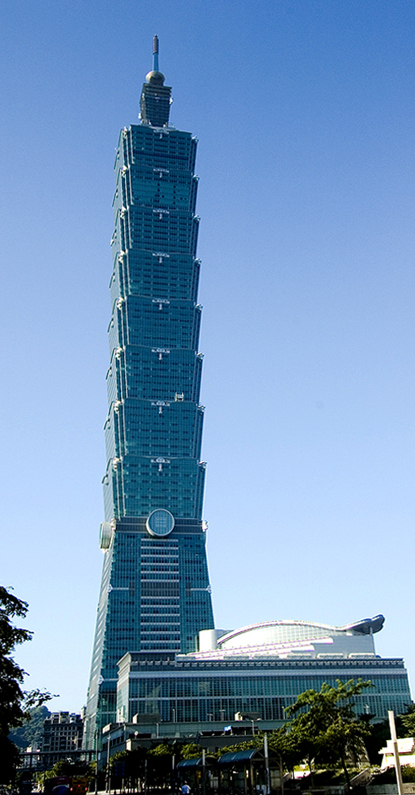
Das Deutsche Institut befindet sich im Taipei 101 im Bezirk Xinyi von Taipeh.

Das Deutsche Institut Taipei (chinesisch 德國在台協會, Pinyin Déguó zài Tái Xiéhuì, Pe̍h-ōe-jī Tek-kok chāi Tâi Hia̍p-hōe) wurde 2000 als deutsche Auslandsvertretung in der Republik China (Taiwan) gegründet, um die Beziehungen zwischen Deutschland und Taiwan zu fördern und die deutschen Interessen in Taiwan zu vertreten. Da die Bundesrepublik die Republik China aufgrund der Ein-China-Politik nicht offiziell anerkennt (siehe Taiwan-Konflikt), nimmt das Institut faktisch die Rolle einer Ständigen Vertretung wahr.
Seine Aufgabe sind die Pflege und Förderung der deutsch-taiwanischen Beziehungen, insbesondere auf den Gebieten Kultur und Wirtschaft, und Dienstleistungen in konsularischen Angelegenheiten wie Visa- oder Reisepassausstellung. Das Institut bietet Dienstleistungen für deutsche Staatsbürger in Taiwan und deutschlandbezogene Informationen für Taiwaner. Es stellt im Auftrag der Bundesrepublik Deutschland aus bestimmten Anlässen auch inoffiziellen Kontakt zur taiwanischen Regierung her. Das Institut wird von dem Generaldirektor, der als deutscher Vertreter in Taiwan wirkt, geleitet.

## Liste der Generaldirektoren
| Nr. | Bild | Name              | Amtszeit  |
| --- | ---- | ----------------- | --------- |
| 01  |      | Klaus Rupprecht   | 2000–2002 |
| 02  |      | Ulrich Dreesen    | 2002–2005 |
| 03  |      | Detlef Boldt      | 2005–2008 |
| 04  |      | Birgitt Ory       | 2008–2011 |
| 05  |      | Michael Zickerick | 2011–2014 |
| 06  |      | Martin Eberts     | 2014–2018 |
| 07  |      | Thomas Prinz      | 2018–2021 |
| 08  |      | Jörg Polster      | 2021–2025 |
| 09  |      | Karsten Tietz     | 2025–     |